# Sacrificio d'amore (serie televisiva)
Sacrificio d'amore è una serie televisiva italiana trasmessa su Canale 5 divisa in 2 parti: la prima parte dall'8 dicembre 2017 al 10 gennaio 2018 e la seconda parte è in onda dal 20 giugno 2018 al 23 agosto 2018 su Canale 5. I protagonisti della serie sono interpretati da Francesca Valtorta, Francesco Arca e Giorgio Lupano.

## Trama
1913. Corrado Corradi, figlio del ricco Leopoldo Corradi, dirige centinaia di cavatori nelle cave di marmo di Carrara proprietà della sua famiglia non tenendo conto dei diritti degli operai che vi lavorano. È sposato con Silvia, donna di umili origini, follemente innamorata di lui e fiduciosa dei buoni propositi del marito. Quando lei conosce il cavatore Brando Prizzi innamorandosene, la sua vita cambia inaspettatamente.

## Episodi
| Stagione       | Episodi | Prima TV  |
| -------------- | ------- | --------- |
| Prima stagione | 22      | 2017-2018 |

## Personaggi e interpreti

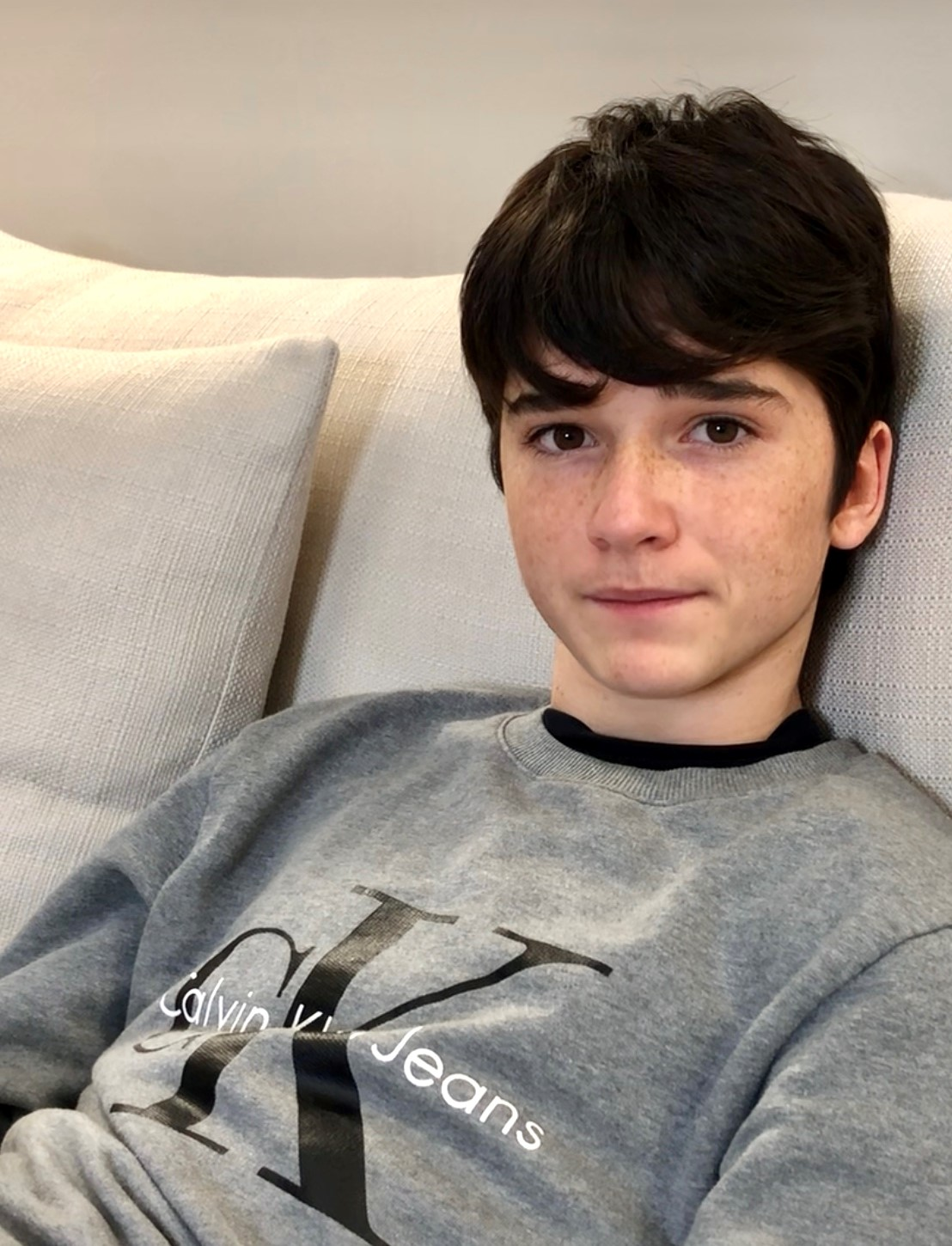
Tommaso De Tuddo, l'attore che interpreta il giovane Simone Corradi

- Silvia Corradi (stagione 1), interpretata da Francesca Valtorta.
- Brando Prizzi (stagione 1), interpretato da Francesco Arca.
- Corrado Corradi (stagione 1), interpretato da Giorgio Lupano.
- Tommaso Fabiani (stagione 1), interpretato da Rocco Giusti.
- Maddalena Prizzi (stagione 1), interpretata da Desirée Noferini.
- Lucrezia Farnesi in Prizzi (stagione 1), interpretata da Federica De Benedittis.
- Alberto Corradi (stagione 1), interpretato da Ruben Rigillo.
- Alessandro Lucchesi/Corradi (stagione 1), interpretato da Luca Bastianello.
- Augusta Maffei (stagione 1), interpretata da Sara D'Amario.
- Suor Agnese (stagione 1), interpretata da Antonella Fattori.
- Leopoldo Corradi (stagione 1), interpretato da Paolo Malco.
- Anna Prizzi (stagione 1), interpretata da Alessandra Costanzo.
- Saverio Biagi (stagione 1), interpretato da Andrea Montovoli.
- Carlotta Bernardeschi (stagione 1), interpretata da Chiara Causa.
- Guendalina Volpi (stagione 1), interpretata da Gaia Messerklinger.
- Annibale Lucchesi (stagione 1), interpretato da Luca Biagini.
- Vito Prizzi (stagione 1), interpretato da Nicola Rignanese.
- Simone Corradi (stagione 1), interpretato da Tommaso De Tuddo.
- Goffredo Volpi (stagione 1), interpretato da Pietro Genuardi.
- Filippo (stagione 1), interpretato da Stefano Saccotelli.
- Regina Elena di Montenegro (stagione 1), interpretata da Laura Torrisi.

## Ascolti
La prima e unica stagione della fiction è composta da 22 puntate da 90 minuti ciascuna ma, a causa dei bassi ascolti riscontrati, le puntate della seconda parte sono state rimontate in puntate più lunghe (circa 130 minuti).

### Prima Stagione
| Episodio        | Data             | Telespettatori | Share  |
| --------------- | ---------------- | -------------- | ------ |
| Prima Puntata   | 8 dicembre 2017  | 2.178.000      | 9,87%  |
| Seconda Puntata | 15 dicembre 2017 | 2.270.000      | 11,08% |
| Terza Puntata   | 22 dicembre 2017 | 2.210.000      | 10,03% |
| Quarta Puntata  | 29 dicembre 2017 | 2.139.000      | 9,64%  |
| Quinta Puntata  | 5 gennaio 2018   | 1.992.000      | 8,79%  |
| Sesta Puntata   | 10 gennaio 2018  | 2.194.000      | 9,41%  |
| Media           | Media            | 2.163.833      | 9,80%  |

### Seconda Stagione
| Episodio        | Data           | Telespettatori | Share |
| --------------- | -------------- | -------------- | ----- |
| Prima Puntata   | 20 giugno 2018 | 1.579.000      | 7,37% |
| Seconda Puntata | 27 giugno 2018 | 1.539.000      | 7,78% |
| Terza Puntata   | 4 luglio 2018  | 1.461.000      | 7,99% |
| Quarta Puntata  | 18 luglio 2018 | 1.491.000      | 9,01% |
| Quinta Puntata  | 25 luglio 2018 | 1.561.000      | 9,71% |
| Sesta Puntata   | 8 agosto 2018  | 1.470.000      | 9,74% |
| Settima Puntata | 14 agosto 2018 | 1.097.000      | 7,80% |
| Ottava Puntata  | 15 agosto 2018 | 1.148.000      | 8,40% |
| Nona Puntata    | 22 agosto 2018 | 1.341.000      | 8,80% |
| Decima Puntata  | 23 agosto 2018 | 1.489.000      | 9,8%  |
| Media           | Media          | 1.417.600      | 8,64% |

## Colonna sonora
La sigla, cantata da Mina, è il brano inedito dal titolo Sacrificio d’amore. A comporre l'inedito per Mina, il figlio Massimiliano Pani con il testo di Lele Cerri.

## Produzione
La serie è stata girata presso gli Studi Telecittà a San Giusto Canavese alle porte di Torino, dove sono state ricostruite le ambientazioni interne. Le scene esterne sono state girate a Carrara, in un sanatorio sulle Alpi Svizzere, nei paesaggi alpini della Valle d'Aosta ed a Rapallo.